# Ilmor SRT X³

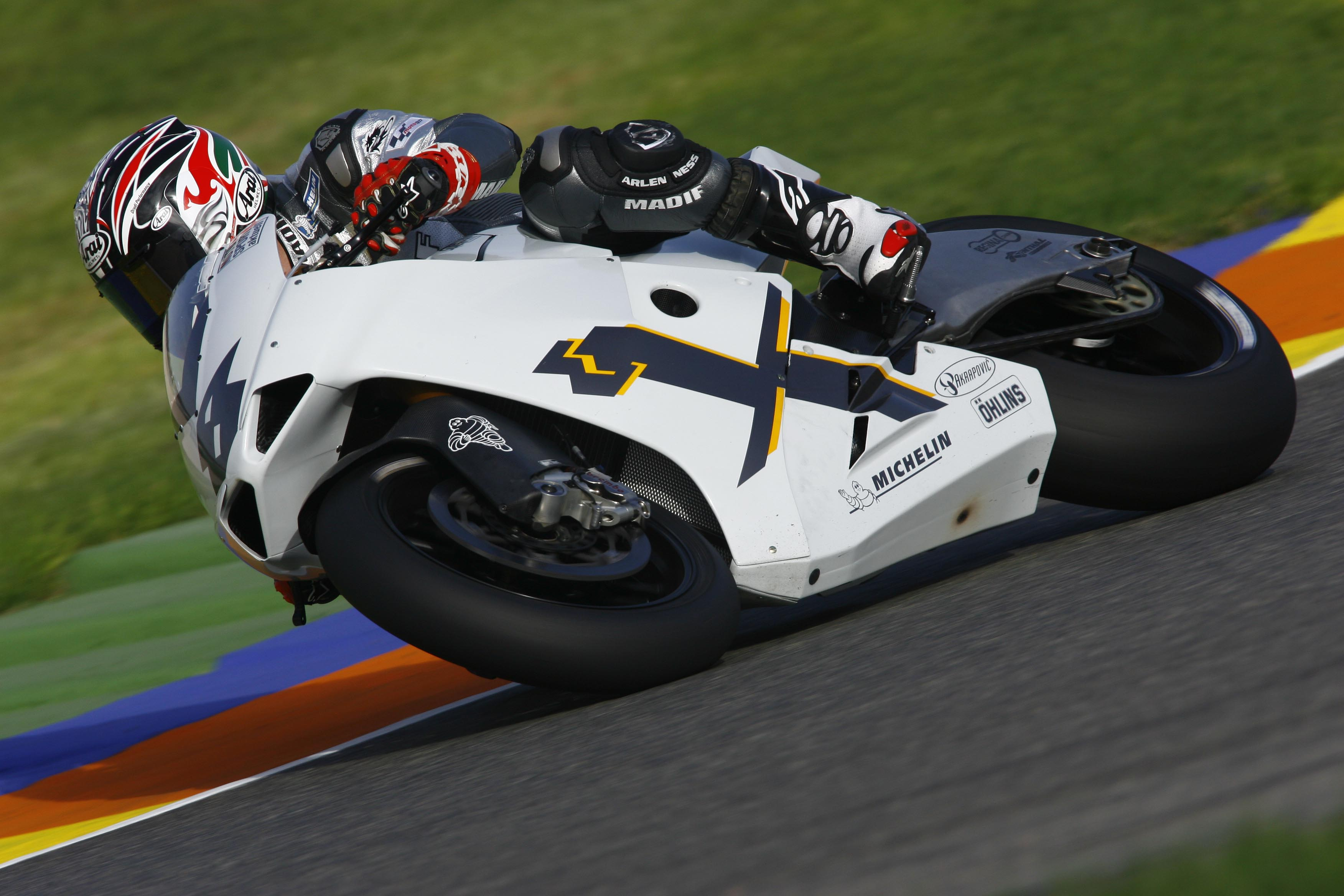
Garry McCoy mit der Ilmor SRT X³

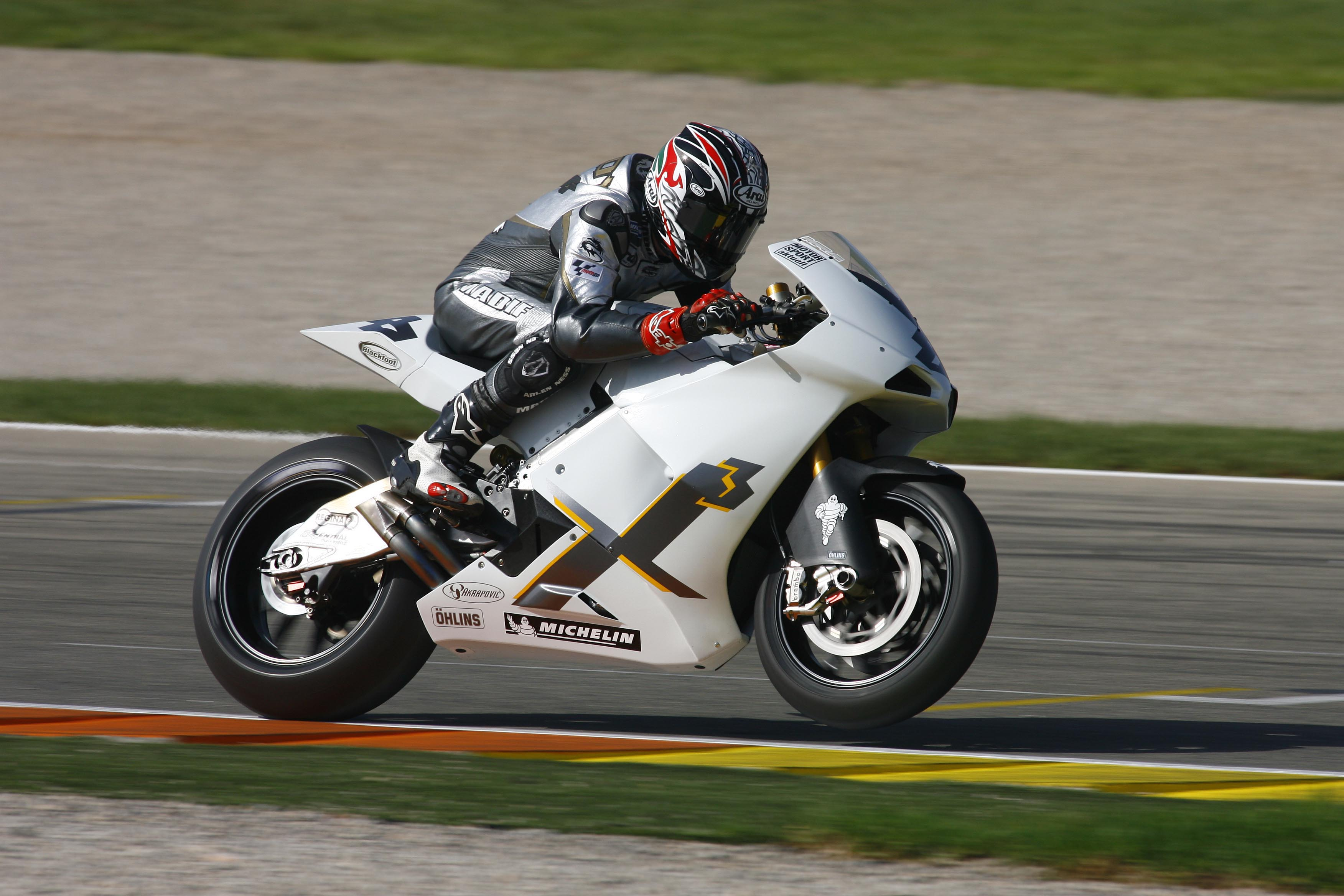
Garry McCoy auf einer Ilmor X3 MotoGP 2006 beim Valencia Grand Prix.

Die Ilmor SRT X³ ist ein Rennmotorrad für die MotoGP-Klasse der Motorrad-Weltmeisterschaft nach dem Reglement der Saison 2007 mit 800 cm³ Hubraum. Mario Illiens Firma Ilmor ist für die Entwicklung des Motors verantwortlich und Eskil Suters Firma Suter Racing Technology (SRT) für das Fahrwerk. Harald Eckl, der damalige Teammanager des Kawasaki Racing Teams, sollte für das Management und die technische Beratung verantwortlich sein. Er wurde jedoch vor dem Renndebüt wegen Querelen mit seinem zu dieser Zeit aktuellen Arbeitgeber KHI vom Projekt ausgeschlossen. Da also ursprünglich drei Führungskräfte geplant waren, wurde der Name X³ gewählt, das für „Experience of three“, zu deutsch „Erfahrung von dreien“, stehen sollte.
Der Motor ist als V4 mit 75° Öffnungswinkel und pneumatischer Ventilfederung ausgeführt. Die Leistung liegt bei etwa 155 kW (211 PS) bei 18.000 min−1. Das Fahrwerk besteht aus einem schmalen doppelholmigen Aluminiumrahmen mit langer Schwinge und Öhlins-Federgabeln und Stoßdämpfern.
Die Maschine debütierte mit Fahrer Garry McCoy bereits bei den beiden letzten Rennen der Saison 2006 mit Wildcards der FIM und belegte beide Male Platz 15. Damit ist die Ilmor SRT X³ die erste 800-cm³-Maschine der MotoGP-Geschichte, die WM-Punkte einfahren konnte.
Für die Saison 2007 wurden die Fahrer Andrew Pitt und Jeremy McWilliams verpflichtet. McWilliams brach sich bei den letzten MotoGP-Tests 2006 in Jerez das linke Bein, wodurch er die Vorsaisontests für 2007 nicht fahren konnte und die gesamte Entwicklungsarbeit auf Pitt lastete. Auch am ersten Rennen in Katar konnte McWilliams wegen eines Trainingssturzes nicht teilnehmen. Aus finanziellen Gründen – Mario Illien hatte bereits zehn Millionen Euro Privatvermögen in das Projekt investiert und ein Hauptsponsor konnte nicht gefunden werden – und wegen technischer Probleme zog sich das Team nach dem ersten Saisonrennen aus der WM zurück.

## WM-Ergebnisse
| Jahr | Fahrer      | Fahrer            | Rennen | Punkte | WM-Platz |
| ---- | ----------- | ----------------- | ------ | ------ | -------- |
| 2006 | Garry McCoy | Garry McCoy       | 2      | 2      | 22.      |
| 2007 | Andrew Pitt | Jeremy McWilliams | 1      | –      | –        |